# Snowscoot
 (octobre 2007).
Si vous disposez d'ouvrages ou d'articles de référence ou si vous connaissez des sites web de qualité traitant du thème abordé ici, merci de compléter l'article en donnant les références utiles à sa vérifiabilité et en les liant à la section « Notes et références ».

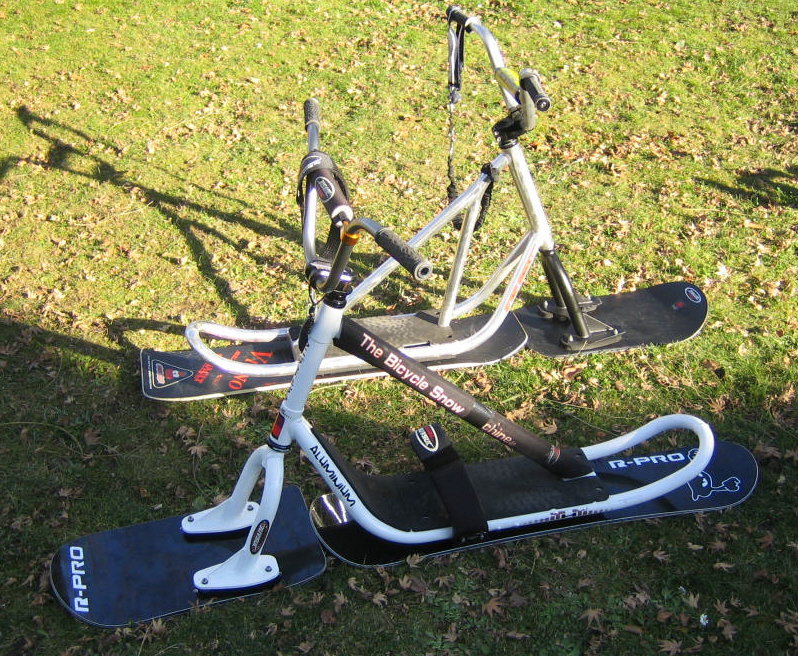
Snowscoots, blanc aluminium 2002, métal Sunn alu 1998

Le snowscoot, ou véloneige, est un sport d'hiver né dans les années 1990, inspiré du BMX, se pratiquant en glissant sur la neige à l'aide d'un guidon. Il se pratique dans le même environnement que le ski alpin ou le snowboard, dans des stations de ski ou en hors piste, et ce dans toutes les conditions de neige.

## Description
Le snowscoot est un engin composé d'un cadre, de deux planches différentes similaires à des snowboards, d'une fourche et d'un guidon pour orienter la planche avant.
La planche arrière est fixée au cadre et celle avant est solidaire de la fourche.

### Cadre
Le cadre est similaire à celui d'une trottinette renforcée. Il est réalisé en acier, en aluminium, en titane ou en fibre de carbone.
Historiquement, les premiers cadres étaient réalisés en acier hi-ten puis il a été proposé des cadres en aciers de meilleure qualité type ChroMo (acier au chrome et au molybdène). Puis sont apparus des cadres en aluminium 7 005 gardant une fourche en acier, une fourche aluminium à pivot acier, puis une fourche entièrement en aluminium. Le poids du snowscoot complet en version standard est passé de 13 à 10 kg environ.
Au début des années 2000 sont apparus des cadres et fourches en titane et des cadres en composite haut de gamme, légers et naturellement plus cher, ces matériaux étant à la fois cher à l'achat et difficiles à travailler. À partir de 2005, l'aluminium s'est généralisé.
Comme pour les vélos, les différents matériaux ont des réactions différentes. Un cadre acier est plus lourd qu'un cadre aluminium. Mais il est aussi plus souple et donc plus confortable. Le titane est très souple et confortable tout en permettant des poids similaires à l'aluminium, mais il est beaucoup plus cher, et donc réservé au très haut de gamme. Dans le milieu de gamme, on trouve souvent des cadres en aluminium et des fourches en titane, ce qui est un compromis intéressant.
Il est apparu des cadres avec une fourche articulée et même des suspensions intégrales. Cependant, dans la majorité des cas, le snowscoot est rigide, ou presque rigide comme décrit dans le paragraphe suivant.

### Planches ou patins
La planche avant est articulée et dirigée par un guidon et une potence sur le prolongement d'une fourche spécifique qui pivote dans la colonne de direction du cadre. Le jeu de direction est généralement de type VTT Aheadset en diamètre 1 pouce 1/8.
Dans les années 1990, les jeux de direction étaient comme leurs homologues de VTT de type vissant.
Un snowscoot utilise un ensemble de deux planches de longueur et de largeurs différentes. Les planches sont assez proches des snowboards au niveau de la conception et de l'apparence.
Il existe comme pour tous les sports de neige des formes et des tailles différentes présentant des caractéristiques de virage et de stabilité différentes. Il y a naturellement plusieurs niveaux de qualité de planches, en fonction de leur construction, de leur semelle etc.
De manière générales, les planches de snowscoot sont très exposées et c'est la partie de la machine qui casse en premier, le restant étant quasiment indestructible. Dans les paddocks, les discussions tournent souvent autour des planches.
Historiquement, les patins étaient vissés sur le cadre à travers les planches dans les premières versions, puis vissés dans des inserts par des goujons entourés par des caoutchoucs faisant office de silentblocks.
Les fixations qui lient le cadre et la fourche aux planches sont désormais généralisées de type silentblocks sertis et jouent le rôle d'amortisseurs pour une meilleure déformation de la partie glissante (système breveté en 2000). Ce système dit carving kit permet de limiter les vibrations entre la partie métallique (cadre et fourche) et la partie glissante (patins) tout en contribuant à augmenter leur durée de vie en optimisant la flexion.

## Conduite
Il est conçu pour être utilisé sur les remontées mécaniques.  
L'utilisateur est debout, ses pieds sont souvent tenus par un footstrap, qui cale les pieds, mais certains modèles en sont dépourvus. Il peut déplacer ses pieds d'avant en arrière sur une longueur d'environ 40 cm. La majorité des stations exigent un lien de retenue type leash qui relie le snowscoot à son utilisateur, généralement au pied.

## Autorisation

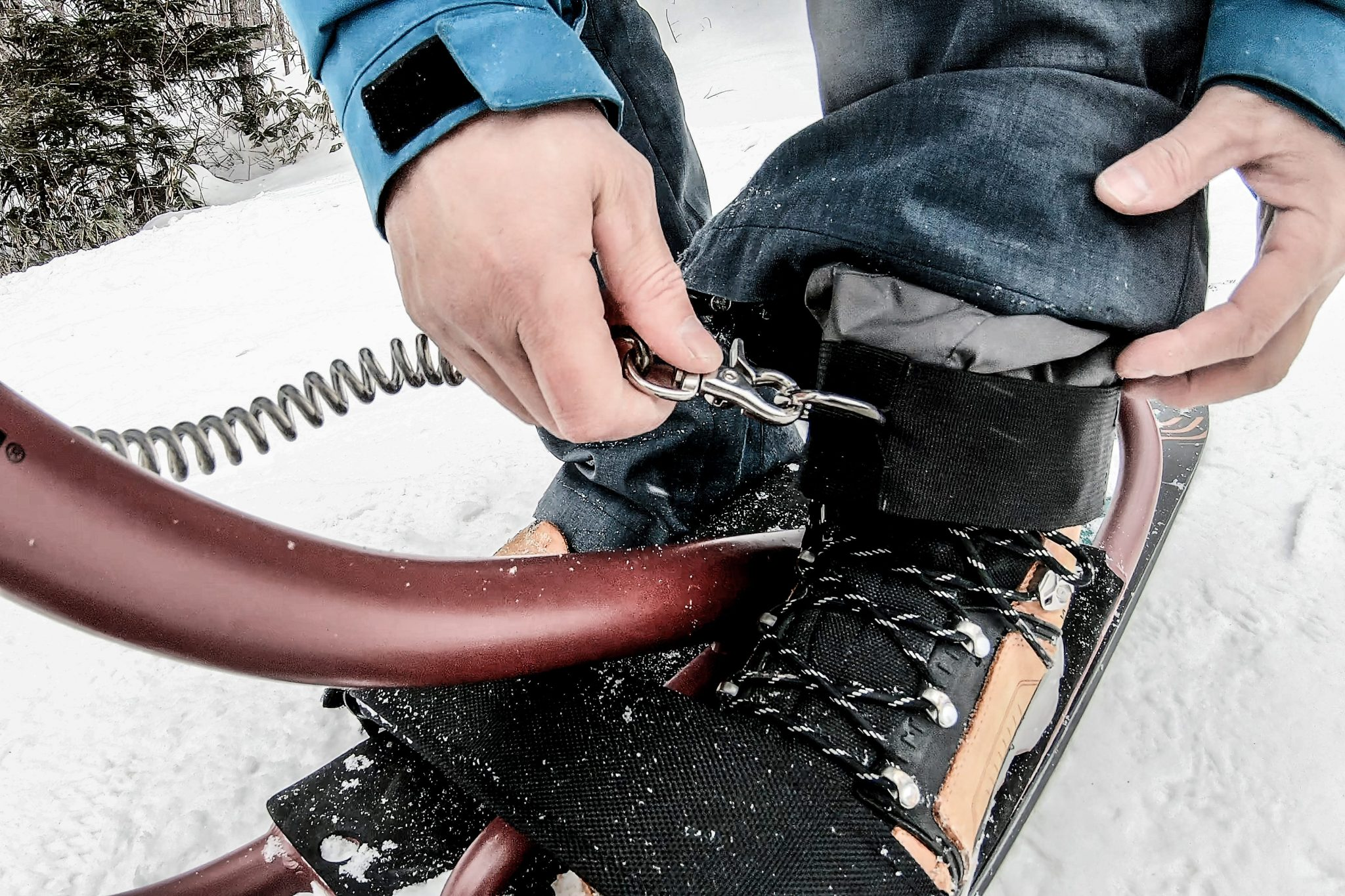
Leash pour snowscoot

Une grande partie des stations autorisent la pratique du snowscoot à condition de porter  ce qu'on appelle Le leash, celui-ci est obligatoire pour faire du snowscoot et pour utiliser les remontées mécaniques. Portez toujours un leash par mesure de sécurité et pour rester dans les règles. Le leash se dégrade avec le temps, il est conseillé de le changer régulièrement.

## Histoire
À l'origine, le snowscoot a été inventé en 1991, par un groupe d'amis et plus particulièrement, par un français, Franck Petoud. Depuis 1994, il a œuvré pour essayer de le faire connaitre à travers le monde. Il a organisé les premiers championnats de France à Avoriaz en France en 1995. Les premiers championnats d'Europe à Murren en Suisse en 1997 et les premiers championnats du monde en 2002 aux Diablerets en Suisse. De nos jours ces manifestations sont le  plus souvent supervisées par des associations sportives dédiées à ce nouveau sport.     
La fabrication des premiers snowscoots a débuté en 1992 sous licence par la marque de vélos Sunn sous l'autorité de son leader Max Commençal. En 1996 il est exporté au Japon et aux USA. En 1999 à la suite du redressement judiciaire de Sunn, Franck Petoud reprend les droits d'exploitation du produit sous la marque « Insane Toys » et crée sa propre entreprise en Suisse, les lieux de production restant les mêmes. Diplômé d'honneur au concours Lépine en 1993, le produit est exporté aujourd'hui dans une quinzaine de pays. Quelques milliers de snowscoots sont fabriqués chaque année, la plus grosse production est celle de la marque « Jykk Japan » et depuis 2005, quelques autres marques ont vu le jour, apportant  des variantes au concept initial. Par exemple « Black Mountain » avec des engins tout suspendus, « Slopecycle » avec une liaison cadre-planches plus directe et pas de cales pieds, « Crighton » avec une mini-selle et des planches spécifiques, « Bikeboard » avec un cadre qui permet d'y adapter des roues ou une planche de wakeboard pour l'été... Le développement continue et concerne également les planches, dont la qualité a fortement progressé au cours des dernières années notamment avec l'apparition de matériaux comme le titane et le carbone.
Le snowscoot mélange plusieurs cultures, dont celles du BMX et du Snowboard. Assez facile d'accès au début, le snowscoot attire divers pratiquants venant du BMX, du VTT, du motocross, de la motomarine ou du snowboard.
La popularité du snowscoot est peu importante, c'est un sport qui sort de l'underground grâce aux compétitions qui sont régulièrement organisées. Elles permettent de rassembler les passionnés et d'en médiatiser un peu la pratique. Le snowscoot est autorisé dans la plupart des stations. C'est sans doute l'un des sports de glisse sur la neige le plus facile à aborder et c'est aussi l'un des plus spectaculaires. En France, il est agréé par le service technique des remontées mécaniques (STRM) qui fait partie du ministère des transports et peut être utilisé sur les télésièges ou téléskis comme en monoski ou en snowboard, debout les pieds fixés, contrairement au « vélo ski » ou « ski bob », son cousin, qui nécessite un portage et dont les utilisateurs sont considérés comme des piétons sur les remontées mécaniques téléportées.
Le sport s'est structuré avec le temps, l'association française de snowscoot (AF2S) a été créée en 2001, La Fédération Suisse de snowscoot (F3S) en 2005. Il est possible de devenir accompagnateur en snowscoot en accord avec le ministère « Jeunesse et sport » et certaines écoles de ski donnent déjà des cours en France.  
En démonstration sur le snow park de Bardonnèche au moment des jeux olympiques de Turin (2006), il fut également chaque hiver sollicité par des organisations d'évènements multi-sports comme les « Playstation Airgames » ou les « Bluewin Fly sessions » durant lesquels, Xavier Jacquemet et Ludo Guitton (les meilleurs spécialistes de la discipline durant les dix premières années),  se sont produits devant des milliers de spectateurs dans des shows de freestyle spectaculaires. Sans oublier également, Nicolas Pillin, qui assura par la suite la relève des pionniers, pour continuer à faire évoluer le freestyle.

## Disciplines et athlètes
Les disciplines en compétition sont les suivantes :
- La descente chronométrée ;
- Le dual-slalom ou dual-cross (slalom parallèle) ;
- Le Scoot-Cross (Boardercross avec 4 ou 6 pilotes au départ d'une piste de BMX sur neige) ;
- Le Big Air ou le Slope style (Freestyle sur un ou plusieurs modules) ;
- Le Free Ride se pratique beaucoup mais ne dispose pas encore de compétitions.

Les champions les plus titrés : Xavier Jacquemet, Ludo Guitton, Manu Fouché, Tibor Simaï, Jean-Claude Rairolle, Nicolas Pillin, Yann Grandjean, Bruce Rulfo et Charlotte Carrouée. Le nombre d'athlètes professionnels reste pour le moment très restreint car la discipline n'est pas rattachée à la Fédération Internationale de Ski et Snowboard et donc par les fédérations nationales non plus. Par conséquent, elle n'est donc pas reconnue par le Ministère des Sports. Elle attire principalement des sportifs pratiquant le VTT et le BMX. Les 2 fabricants européens qu'étaient Black Mountain (France) et Insane Toys (Suisse) ont déposé le bilan en 2016. Cent Six Snowscoot est aujourd'hui l'un des seuls revendeurs de snowscoots en France avec Snowscoot Doc.